# Mięsień dwugłowy uda

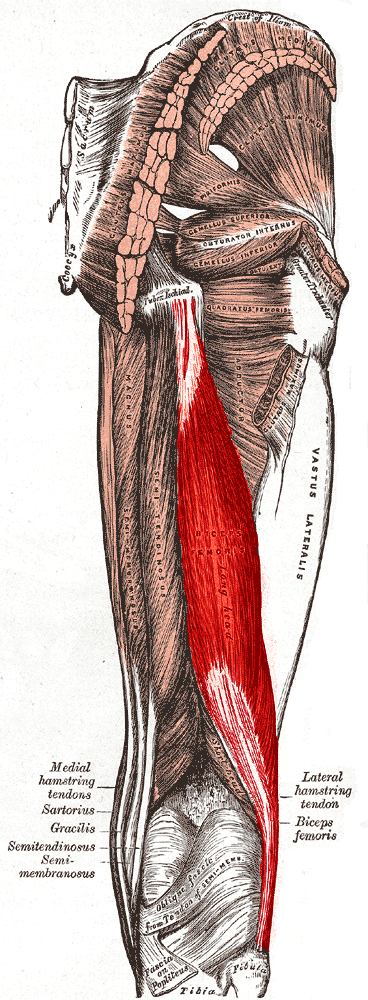
Widok boczny prawej kończyny dolnej. Długa głowa mięśnia dwugłowego jest oznaczona kolorem czerwonym, w dolnej części widoczny jest fragment głowy krótkiej oznaczony na pomarańczowo

Mięsień dwugłowy uda (łac. musculus biceps femoris) – w anatomii człowieka długi mięsień należący do grupy tylnej mięśni uda. Składa się z dwóch głów mających osobne przyczepy początkowe. Głowa krótka zaczyna się na wardze bocznej kresy chropawej i przegrodzie międzymięśniowej bocznej uda. Głowa długa przyczepia się do powierzchni tylnej guza kulszowego. W górnej części dołu podkolanowego obie głowy łączą się i wspólnym, silnym ścięgnem kończą się na bocznej powierzchni głowy kości strzałkowej. Część włókien ścięgna łączy się z więzadłem pobocznym strzałkowym i innymi więzadłami stawu kolanowego.
Mięsień jest unaczyniony przez tętnicę okalającą udo przyśrodkową, tętnice przeszywające oraz gałązki tętnicy podkolanowej. Głowę długą unerwia nerw piszczelowy (część przednia nerwu kulszowego), a głowę krótką nerw strzałkowy wspólny (część tylna nerwu kulszowego). 
Główną czynnością tego mięśnia jest zginanie stawu kolanowego, oprócz tego prostuje on udo w stawie biodrowym i słabo obraca udo w obie strony. Może unosić miednicę, gdy udo zostanie ustalone, a ponadto, dzięki głowie krótkiej, także ją obniżać.